# Championnats d'Europe juniors d'athlétisme 2017
Navigation
2015 Édition suivante
La 24e édition des Championnats d'Europe juniors d'athlétisme se déroule du 20 au 23 juillet 2017 à Grosseto, en Italie.
Le 12 juillet 2015, le Conseil de l'EAA réuni à Oslo a choisi Grosseto qui était candidate pour organiser les championnats d'Europe espoirs, faute d'autre ville candidate. Grosseto a déjà organisé ces mêmes championnats, en 2001.

## Résultats
Les championnats ont vu défiler de très bonnes performances dans certaines épreuves comme le triple saut masculin (médaille de bronze avec 16,82 m) ou le saut en longueur (7,96 m pour ce même métal), tout comme le 400 m haies féminin (56 s 49 pour le bronze).
L'heptathlon féminin est probablement le plus élevé de l'histoire d'un championnat d'Europe junior avec les 3 médaillées des mondiaux cadets 2015. 6 083 points ne suffiront que pour la médaille de bronze, tandis que l'Ukrainienne Alina Shukh s'impose avec 6 381 points, le meilleur résultat chez les juniors depuis Carolina Klüft en 2002.
Si l'Italie remporte beaucoup de médailles d'argent, elle ne remporte néanmoins que 2 titres (provisoires) avec la victoire sur 100 m du favori Filippo Tortu et sur 400 m de Vladimir Aceti en 45 s 92, record national junior.
Le concours du saut en hauteur masculin a promis d'être incroyable et n'a pas déçu : 2,28 m ont seulement suffit pour le bronze, alors qu'aux mondiaux de la même catégorie en 2016, la médaille se jouait plus bas. Ironie, cette finale de l'Euro junior montre un résultat plus élevé que les Championnats d'Europe espoirs de la discipline la semaine précédente. 

### Femmes
| Épreuves | Or                                                                                   | Argent                                                                             | Bronze                                                                          |
| --- | ------------------------------------------------------------------------------------ | ---------------------------------------------------------------------------------- | ------------------------------------------------------------------------------- |
| 100 m (vent : m/s) | Gina Akpe-Moses 11 s 71                                                              | Keisha Kwadwo 11 s 75                                                              | Ingvild Meinseth 11 s 77                                                        |
| 200 m (vent : m/s) | Maya Bruney 23 s 04 (EJL)                                                            | Sophia Junk 23 s 45                                                                | Katrin Fehm 23 s 49 (PB)                                                        |
| 400 m | Anastasiya Bryzhina 52 s 01                                                          | Andrea Miklós 52 s 31 (PB)                                                         | Hannah Williams 52 s 55 (PB)                                                    |
| 800 m | Khahisa Mhlanga 2 min 6 s 96                                                         | Ellie Baker 2 min 7 s 01                                                           | Gabriela Gajanová 2 min 7 s 15                                                  |
| 1 500 m | Jemma Reekie 4 min 13 s 25                                                           | Liliana Georgieva 4 min 16 s 73                                                    | Harriet Knowles-Jones 4 min 17 s 53                                             |
| 3 000 m | Delia Sclabas 9 min 10 s 13                                                          | Mathilde Sénéchal 9 min 20 s 05 (PB)                                               | Nadia Battocletti 9 min 24 s 01 (PB)                                            |
| 5 000 m | Jasmijn Lau 16 min 38 s 85                                                           | Miriam Dattke 16 min 39 s 81                                                       | Floor Doornwaard 16 min 41 s 71                                                 |
| 10 000 m marche | Yana Smerdova 47 min 19 s 69                                                         | Teresa Zurekin 47 min 33 s 20                                                      | Meryem Bekmez 48 min 33 s 88 (NJR)                                              |
| 100 m haies (vent : m/s) | Solène Ndama 13 s 15 (PB)                                                            | Alicia Barrett 13 s 28                                                             | Klaudia Siciarz 13 s 33                                                         |
| 400 m haies | Yasmin Giger 55 s 90 (EJL,NJR)                                                       | Agata Zupin 55 s 96 (NR)                                                           | Viivi Lehikoinen 56 s 49 (NJR)                                                  |
| 3 000 m steeple | Lisa Oed 10 min 00 s 79 (PB)                                                         | Tatsiana Shabanava 10 min 03 s 32 (PB)                                             | Gülnaz Uskun 10 min 19 s 44                                                     |
| 4 × 100 m | Allemagne Katrin Fehm Keshia Kwadwo Sophia Junk Jennifer Montag 43 s 44              | France Éloïse de la Talle Sarah Mingas Estelle Raffai Marine Mignon 44 s 03        | Royaume-Uni Ebony Carr Alisha Rees Maya Bruney Olivia Okoli 44 s 17             |
| 4 × 400 m | Ukraine Ivanna Avramchuk Dzhoys Koba Iryna Marchak Anastasiya Bryzhina 3 min 32 s 82 | Allemagne Vanessa Aniteye Meike Gerlach Alica Schmidt Corinna Schwab 3 min 33 s 08 | Royaume-Uni Mair Edwards Maya Bruney Ella Barrett Hannah Williams 3 min 33 s 68 |
| Saut en hauteur | Michaela Hrubá 1,93 m                                                                | Karina Taranda 1,87 m                                                              | Maja Nilsson 1,85 m                                                             |
| Saut à la perche | Lisa Gunnarsson 4,40 m                                                               | Molly Caudery 4,35 m (PB)                                                          | Wilma Murto 4,15 m (SB)                                                         |
| Saut en longueur | Milica Gardašević 6,46 m                                                             | Tabea Christ 6,41 m (PB)                                                           | Kaiza Karlén 6,32 m                                                             |
| Triple saut | Violetta Skvartsova 14,21 m (WJL)                                                    | Ilionis Guillaume 13,97 m                                                          | Naomi Ogbeta 13,68 m                                                            |
| Lancer du poids | Julia Ritter 17,24 m (WJL)                                                           | Jorinde van Klinken 16,79 m (PB)                                                   | Anna Niedbala 16,32 m (PB)                                                      |
| Lancer du disque | Alexandra Emilianov 56,38 m                                                          | Karolina Urban 53,88 m (PB)                                                        | Kristina Rakočević 53,56 m                                                      |
| Lancer du marteau | Kateřina Skypalová 64,78 m                                                           | Eva Mustafić 63,09 m (PB)                                                          | Michaela Walsh 61,27 m                                                          |
| Lancer du javelot | Nikol Tabačková 55,10 m                                                              | Carolina Visca 53,65 m                                                             | Elina Kinnunen 52,94 m                                                          |
| Heptathlon | Alina Shukh 6 381 pts (WJL)                                                          | Géraldine Ruckstuhl 6 357 pts (NR)                                                 | Sarah Lagger 6 083 pts (NJR)                                                    |
| Records et Performances - AR : Record continental (area record) - CR : Record des championnats (championship record) - MR : Record du meeting (meet record) - NR : Record national (national record) - OR : Record olympique (olympic record) - PR : Record paralympique (paralympic record) - PB : Record personnel (personal best) - SB : Meilleure performance personnelle de la saison (season's best) - WL : Meilleure performance mondiale de l'année (world leader) - WJR : Record du monde junior (world junior record) - WR : Record du monde (world record) Circonstances et Conditions - DNF : N'a pas terminé (did not finish) - DNS : N'a pas pris le départ (did not start) - DQ : Disqualification (disqualification) - NM : Aucun essai valable enregistré (No Mark) - Q : Qualifié « directement » au prochain tour (ou à la prochaine compétition), lors d'une compétition majeure, grâce au classement ou à la réalisation des minima (automatic qualifier) - q : Qualifié au prochain tour (ou à la prochaine compétition), lors d'une compétition majeure, grâce au repêchage ou à la réalisation de l'une des meilleures performances parmi celles des « non qualifiés directement » (grâce au meilleur temps ou à la meilleure distance par exemple) (secondary qualifier) |                                                                                      |                                                                                    |                                                                                 |

## Athlètes inscrits
- Liste officielle des inscriptions